# La gondola fantasma
La gondola fantasma è un racconto di Gianni Rodari, apparso inizialmente nel 1955 sul settimanale per ragazzi Il pioniere, e pubblicato in volume per la prima volta nel 1978 dall'Editore Einaudi assieme a Gli affari del signor Gatto ed alle filastrocche I viaggi di Giovannino Perdigiorno. 

## Trama
Per i canali di Venezia scivola una gondola vuota. Su richiesta di un misterioso individuo, Arlecchino si getta all'inseguimento, scoprendo così un piano progettato da Pantalone de' Bisognosi per liberare dai Piombi il figlio del Califfo di Baghdad, su commissione del pirata Alí Badalúc, che incrocia al largo in attesa di notizie. La gondola però viene trovata vuota, causando la furia del deluso Pantalone, ma l'intraprendente Arlecchino riesce a mettere le mani sul passeggero grazie a Colombina e al nipote di Pantalone, che per caso lo hanno trovato e salvato dall'affogamento, e decidono quindi di riportarlo dal Califfo per guadagnarsi la ricompensa, tenendolo nascosto nella cassa dove Colombina l'aveva chiuso per non farlo scoprire dall'avaro padrone di casa. Si imbarcano quindi sul San Marco, il vascello di Capitan Tartaglia, che sfortunatamente viene avvistato e abbordato dalla nave del pirata Badalúc. Per salvarsi, Arlecchino gli consegna la cassa con il prigioniero, che si rivela però essere lo spiantato Pulcinella, evaso al posto del suo nobile e cortese compagno di cella, che da principe di alto lignaggio non ritiene degno del proprio rango una fuga di quel tipo. Arlecchino escogita quindi un nuovo piano, rapendo Pantalone per conto del pirata, allo scopo di ottenere il rilascio del figlio del Califfo attraverso uno scambio di prigionieri. Il Consiglio dei Dieci accoglie la richiesta, ma ancora una volta ad opporsi è l'illustre recluso, offeso di essere considerato alla pari di un volgare mercante, e ogni tentativo di convincerlo fallisce. Per ripicca, Arlecchino viene abbandonato in mare dal pirata, ed assieme a Pulcinella, fuggito anch'esso dalla nave, raggiungono Rimini, dove trovano Capitan Tartaglia, decidendo tutti insieme di prelevare il prigioniero dai Piombi per salvare nave ed ostaggi rimasti in mano al pirata. Il quale però nel frattempo ha avuto la stessa idea, ma quando giungono tutti insieme sul tetto delle carceri, scoprono che la cella è vuota. Il Governatore della prigione, stufo dei grattacapi causati da quell'ostinato personaggio, se ne era già liberato, facendolo cacciare a forza e abbandonandolo al largo su una gondola, che il caso fa incontrare con la nave pirata. Offeso dal trattamento ricevuto, il nobile decide di vendicarsi restituendo la nave con il carico e gli ostaggi senza pretendere alcun riscatto, annunciando personalmente a tutti i veneziani la sua "vendetta". Per gli allibiti spettatori appollaiati sul tetto delle carceri più famose di Venezia la sorpresa è tale da provocare un rovinoso tuffo nel canale sottostante, a cui segue un analogo bagno del figlio del Sultano. Tutti i partecipanti della buffa avventura scoppiano in una fragorosa risata; tutti tranne Pulcinella, che ne approfitta per riguadagnare l'amata libertà.

## Edizioni italiane
- La gondola fantasma. Gli affari del signor Gatto. I viaggi di Giovannino Perdigiorno, Collana Gli struzzi n.175 Ragazzi, Torino, Einaudi, 1978  [apparso su Il Pioniere, 1953],  p. 130.
- La gondola fantasma, Illustrazioni di Francesco Altan, a cura di O. Fatucci, Collana Storie e rime n.20, San Dorligo della Valle, Einaudi Ragazzi, 1994,  p. 112, ISBN 978-88-792-6124-1.
- La gondola fantasma, Illustrazioni di Adriana Gon, Collana La biblioteca di Gianni Rodari n.32, San Dorligo della Valle, Einaudi Ragazzi, 2012,  p. 80, ISBN 978-88-665-6030-2.